# John Bibby & Sons
«John Bibby & Sons» (1840–1872) — англійська компанія-правонаступниця компанії «John Bibby & Co.», яка виступала як і морський брокер та агент своїх і чужих суден і напрямків торгівлі морем, так і як власник і оператор власних вітрильників та пароплавів і власних напрямків торгівлі морем.
У літературі можна знайти слідуючи варіанти назви компанії:
- «John Bibby & Sons»
- «J. Bibby & Sons»
- «Bibby & Sons»
- «Bibbys»
- «Bibby & Co.» — схоже так компанію звали з 1951 року, чи це скорочена назва від «John Bibby, Sons & Co.» (тоді також з 1851 року).
- «John Bibby, Sons & Co.» — з другої половини 1850-х років завдяки злиттю компаній «John Bibby & Sons» і «Levant Screw Steam Shipping Co.».

## Володарі, партнери і знакові особи
- Джозеф М. Біббі ( -1855) — син засновника «Bibby» компаній Джона Біббі.
- Джеймс Біббі — син засновника «Bibby» компаній Джона Біббі.
- Фредерік Річардс Лейленд — почав учнем у компанії «John Bibby & Sons», потім піднявся і взяв компанію на себе у 1872–1873 роках і таким чином заснував нову компанію «Leyland Shipping Line».
- Джеймс Мосс (англ. James Moss) —
- Густав Крістіан Швабе — німецький єврей з Гамбургу, який спочатку навчався в «John Bibby & Sons», а потім став фінансистом і у великій мірі інвестував в «Bibbys».

## Партнерські компанії
«J. & G. Thomson» — морські інженери, які побудували три пасажирських судна для «John Bibby & Sons» в 1852-1853 роках.
«Levant Screw Steam Shipping Co.» — 
««E. J. Harland» —
«Harland & Wolff» —

## Історія

### «John Bibby & Sons»
Джон Біббі (1775-1840) — засновник судноплавної лінії «John Bibby & Co.». Після його смерті в 1840 році — його, мабуть будучи пограбованим, знайдено утопленим — бізнес перейшов його синам і став називатися «John Bibby & Sons». По смерті батька в 1840 році його син Джеймс Біббі перейняв правління на себе — до 1873 року, коли Фредерік Річардс Лейленд одержав контрольний пакет акцій і, з черги, взяв правління на себе). Також в 1840 компанія зупинила свій сервіс пакет-суднами між Паркгейтом (Parkgate) і Дубліном.
В 1844 році Ann Jane Leyland переконала «John Bibby & Sons», найстарішу судноплавну лінію Ліверпуля, взяти до себе як учня її старшого сина  Фредеріка Річардс Лейленда.
У 1840-х Густав Крістіан Швабе став молодшим партнером в судноплавній компанії «John Bibby & Sons», яка базувалася в Ліверпулі. У той же час Швабе зустрівся з Едвардом Харланд, тоді Харланд був учнем в Ньюкасл-апон-Тайн в "Robert Stephenson and Company". Швабе домовився для Харланда, щоб його найняли морські інженери «J. & G. Thomson», які будували кораблі для «John Bibby & Sons».
У 1850 році залізні пароплави довели свою вигідність і міцно ввійшли до флоту. Торгівля велася в першу чергу з Середземномор'ям, експортуючи товари британського виробництва в обмін на місцеві сільсько-господарські продукти. Фредерік Річардс Лейленд, як говорили, грав важливу роль для введення в «Bibby» пароплавів в 1850 році для середземноморської торгівлі.
Гвинтовий пароплав Tiber побудувала в 1851 році компанія «J. Reid & Co. Ltd.». Ось що писав про цей пароплав Едвард Джеймс Харланд: "… пароплав для «Bibby and Co» на Клайді, суднобудівник пан Джон Рід (англ. John Read), а двигуни від «J. and G. Thomson», в той час я був з ними (з Томсонами). Пароплав розглядався на предмет екстремальної довжини, яка була 235 футів, в пропорції до ширини, яка була 29 футів. Серйозні побоювання, чи зможе судно встояти в бурхливому морі, були викинуті. Думали, що кораблі в таких пропорціях можуть згинатися і навіть небезпечні. Проте, на мій погляд здавалося, що пароплав мав великий успіх. З цього часу я почав думати і працював над перевагами і недоліками такого судна, розглядаючи це з точок зору судновласника і будівельника. Результат мав перевагу на користь власника судна, і це спричинило труднощі в будівництві відносно суднобудівника. Однак ці труднощі, я думав, можуть бути легко подолані."
У 1854 році спільний сервіс в напрямках Левант, Константинополь і Бейрут розпочали в асоціації з Джеймсом Моссом (англ. James Moss), для якого була сформована «Levant Screw Steam Shipping Co.» і  який з 1833 року очолював ще одну судноплавну компанію «James Moss and Co.». Судна «John Bibby, Sons and Co.» "Albanian" и "Corinthian", димові труби якої пофарбовані в жовтий колір, були розташовані лагом до пароплавів Джеймса Мосса на даному маршруті.
На політичному фронті в березні 1854 року Наполеон III Бонапарт разом з Великою Британією вирішили, що Туреччині треба запропонувати деякий захист проти російської експансії через Дунай, який призвів до переміщення Союзних експедиційних сил у Варну. Незважаючи на втручання Австрії, яка переконала Росію не починати війну, була оголошена установа на знищення російської військово-морської бази в Севастополі. Незабаром після цього всі пароплави «Bibby» і деякі її вітрильні судна були реквізовані для служби під час Кримської війни, яка продовжувалася до 1856 року, коли був підписаний Паризький договір. Спочатку «Bibby» судна експлуатували між Ліверпулем і Варною, але, коли союзні британські та французькі війська вступили в Кримську війну, запаси стали перевозити до Криму. Після цього судна діяли між Ліверпулем і авангардом висадженим біля Євпаторії.

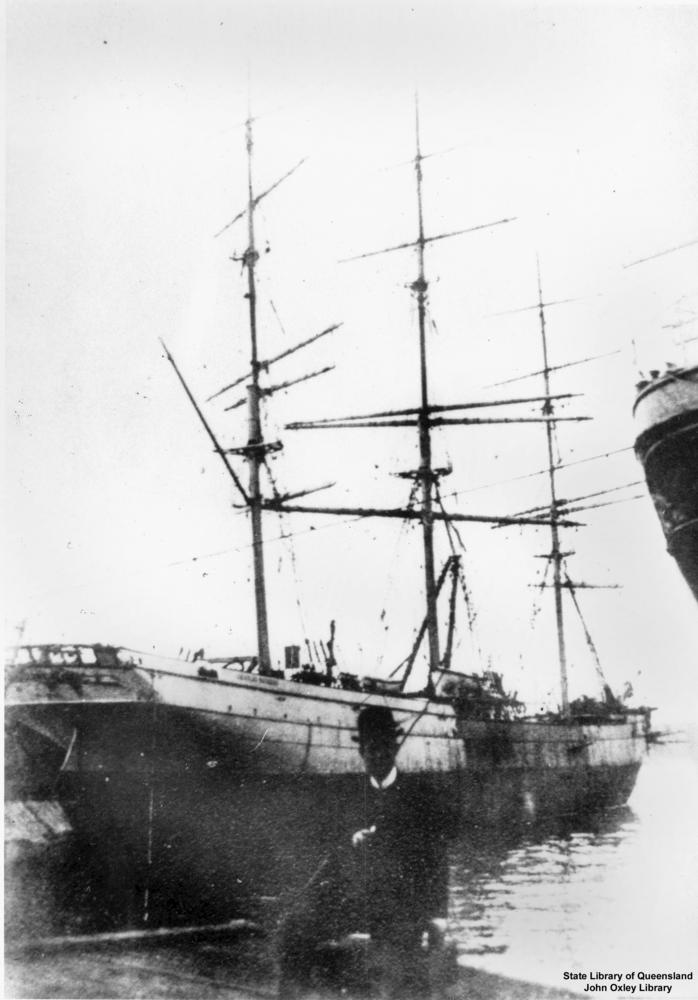
Пароплав «Danube» (1856) мав паровий двигун і вітрильне спорядження, побудували для «Bibby» компанії у 1856 році і продали в «Leyland Line» у 1873 році.

У 1854 році було завершено будування останнього вітрильного судна компанії Pizarro.
У 1855 році Джозеф М. Біббі помер, залишивши Джона Біббі (II) як єдиного члена сім'ї, який залишився в живих в судноплавній частині бізнесу.

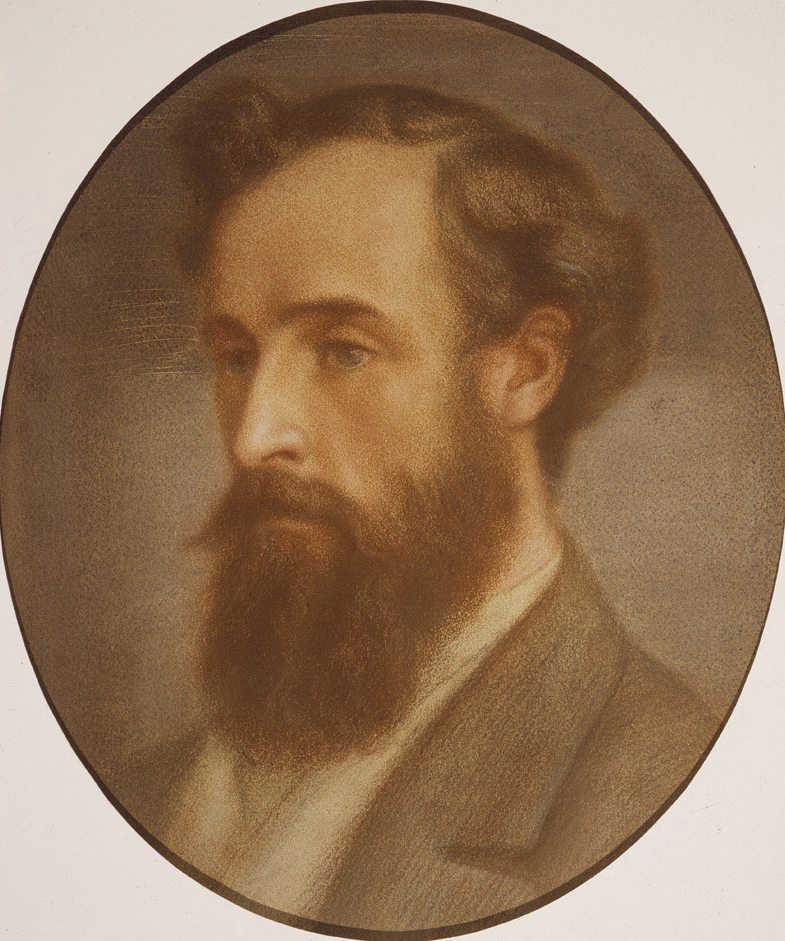
Голова Фредеріка Лейденда, 1879 рік, художник Данте Габрієль Росетті.

У 1857 році «John Bibby & Sons» придбала «Levant Screw Steam Shipping Co.».

### «John Bibby, Sons & Co.»
Густав Крістіан Швабе, тепер вже ставши фінансистом з Гамбургу, у великій мірі інвестував в «Bibbys».
Міжнародні вантажоперевезення різко змінилося в 1859 році, коли 17 листопада хедив Єгипту і імператриця Франції Євгенія відкрили Суецький канал. Морські шляхи на Далекий Схід і Австралію до цього повинні були йти через мис Доброї Надії, а зараз йшли через Суецький канал, економлячи близько 5000 миль.
Починаючи з 1859 року виходять нові пароплави для «Bibbys» ліній з верфі «E. J. Harland», Белфаст, яка пізніше стала всесвітньо відомою верф'ю «Harland & Wolff Ltd.». Так в 1859 році «E. J. Harland & Co. Ltd.» спустила на воду пароплав Venetian для містера Біббі.
«John Bibby & Sons» була вражена суднами, які були побудовані для неї на верфі «E. J. Harland & Co. Ltd.» в  1859-1860 роках. Тому «John Bibby & Sons» в 1860 році замовила ще шість пароплавів від верфі Едварда Харланда. Судна за дизайном Едварда Харланда були довгі, з вузькими бімсами і з плоским дном; судна стали відомі як "труни Біббі" (англ. "Bibby's coffins").
У 1861 році Фредерік Річардс Лейленд стає партнером в фірмі «John Bibby, Sons & Co.», яку до цього звали «John Bibby & Sons».
1872 рік. Товариство «John Bibby, Sons & Co.», що складалося з компаньйонів (партнерів) в числі яких був Фредерік Річардс Лейленд, розпалося.
На 1 січня 1873 року двадцять один пароплав і буксир «Camel» перейшли під контроль Фредеріка Річардс Лейленда.
У 1873 року Фредерік Річардс Лейленд одержав контрольний пакет акцій і взяв правління від Джеймса Біббі на себе, бо Джеймс має намір піти у відставку. Лейленд зберіг за собою право використовувати назву компанії «John Bibby, Sons & Co.» (він не проводив це в життя) і здавати компанію в найм.
Однак, коли Фредерік Річардс Лейленд намагалися замінити Біббі ім'я в назві компанії на його власне ім'я, був протест з боку родини Біббі.
Коли у 1873 році Джеймс Біббі пішов на пенсію, його партнер Фредерік Річардс Лейленд, придбавши контрольний пакет акцій фірмі «John Bibby, Sons & Co.», сформовує свою компанію на базі «Bibbys» під новою назвою «Leyland Shipping Line».
У 1889 році Біббі сім'я вернеться в судноплавний бізнес з заново заснованою компанією «Bibby Brothers & Co.» і новими суднами. Але це вже інша компанія, інші члени родини Біббі і інші пароплави, бо дуже великий період відсутності «Bibbys» тривав десь 16-17 років. Тому не гоже враховувати, що «John Bibby, Sons & Co.» і «Bibby Brothers & Co.» це одна і та ж компанія.

## Лінії з вітрильників
- 1801–1870 Ліверпуль — торгівля вздовж узбережжя
- 1805–1873 Ліверпуль — Середземномор'я
- 1830-s — Ліверпуль — Північна Америка
- 1834 — Ліверпуль — Бомбей / Далекий Схід
- Ліверпуль — Вест-Індія / Британська Гвіана (англ. British Guiana)

## Лінії з пароплавів
- 1850–1873 Ліверпуль — Середземномор'я
- 1854–1873 Ліверпуль — Левант — Чорне море і транспортні судна Кримської війни.
- Ліверпуль — Іспанія — Португалія.

### Вітрильні судна компанії у 1850–1873 роках
| Рік  | Ім'я    | Тоннаж | Верф | Статус / Доля                                       |
| 1854 | Pizarro |        |      | Це було останнє придбане компанією вітрильне судно. |

### Пасажирські пароплави компанії у 1850–1873 роках
| Рік         | Ім'я          | Тоннаж                                  | Верф | Статус / Доля |
| 1850 (1846) | Rattler       | 276 BRT                                 | Lecky & Co. Ltd., Cork | 1853 проданий |
| 1851        | Tiber         | BRT=660 довжина 190 і ширина 26,5 футів | Суднобудівник «J. Reid & Co. Ltd.», Порт Глазго; двигун від «J. & G. Thomson», Глазго; гвинтовий пароплав Швидкість 9 вузлів | Судно збудували для «Liverpool & Mediterranean Steam Shipping Co.». Судно було в чартері в 1854-1855 роках, як судно для цілей постачання в Кримській війні. У 1861 році продали «J. S. & J. R. De Wolfe», яка подовжила судно до 224 футів 11 інчів, GRT=924. |
| 1851        | Arno          | 660 BRT                                 | J. Reid & Co. Ltd., Port Glasgow                                                                                             | 1861 проданий |
| 1852        | Calpe         | 799 BRT                                 | J. & G. Thomson, Глазго | 1868 затонув |
| 1853        | Danube (I)    | 829 BRT                                 | J. & G. Thomson, Глазго | 1855 проданий |
| 1853        | Rhone (I)     | 856 BRT                                 | J. & G. Thomson, Глазго | 1855 проданий |
| 1851        | Douro (I)     | 278 BRT                                 | Blackwood & Gordon Ltd., Sunderland                                                                                          | 1862 проданий |
| 1854        | Euphrates     | 1134 BRT                                | Smith & Rodgers Ltd., Middleton                                                                                              | 1860 проданий |
| 1854        | Cintra        | 517 BRT                                 | Blackwood & Gordon Ltd., Sunderland                                                                                          | 1858 проданий |
| 1854        | Minho         | 400 BRT                                 | Blackwood & Gordon Ltd., Sunderland                                                                                          | 1862 проданий |
| 1855        | Albanian (I)  | 1034 BRT                                | J. Reid & Co. Ltd., Port Glasgow                                                                                             | 1870 проданий |
| 1855        | Corinthian    | 1170 BRT                                | J. Reid & Co. Ltd., Port Glasgow                                                                                             | 1864 затонув |
| 1855        | Milan         | 1083 BRT                                | J. Reid & Co. Ltd., Port Glasgow                                                                                             | 1871 проданий |
| 1856        | Braganza      | 507 BRT                                 | Smith & Rodgers Ltd., Middleton                                                                                              | 1869 затонув |
| 1856        | Danube (II)   | 1386 BRT                                | Smith & Rodgers Ltd.., Middelton                                                                                             | 1873 проданий в Leyland Line |
| 1856        | Rhone (II)    | 1387 BRT                                | Smith & Rodgers Ltd., Middleton                                                                                              | 1873 проданий в Leyland Line |
| 1857        | Crimean       | 1475 BRT                                | Smith & Rodgers Ltd., Middleton                                                                                              | 1873 проданий в Leyland Line |
| 1857        | Meander       | 974 BRT                                 | G. Kelson Stothert & Co. Ltd., Bristol                                                                                       | 1868 проданий |
| 1859        | Cairo         | 1465 BRT                                | T. D. Marshall & Co. Ltd., South Shields                                                                                     | 1873 проданий в Leyland Line |
| 1859 (1855) | Barbadian     | 950 BRT                                 | T. D. Marshall & Co. Ltd., South Shields                                                                                     | 1864 проданий |
| 1859        | Venetian      | 1507 BRT                                | E. J. Harland & Co. Ltd., Belfast                                                                                            | 1873 проданий в Leyland Line |
| 1860        | Sicilian      | 1492 BRT                                | E. J. Harland & Co. Ltd., Belfast                                                                                            | 1873 проданий в Leyland Line |
| 1860        | Syrian        | 1492 BRT                                | E. J. Harland & Co. Ltd., Belfast                                                                                            | 1869 затонув |
| 1861        | Italian       | 1854 BRT                                | Harland & Wolff Ltd., Belfast                                                                                                | 1869 затонув |
| 1861        | Grecian       | 1854 BRT                                | Harland & Wolff Ltd., Belfast                                                                                                | 1873 затонув |
| 1861        | Ionia         | 1388 BRT                                | T. D. Marshall & Co. Ltd., South Shields                                                                                     | 1870 проданий |
| 1861        | Egyptian      | 1989 BRT                                | Harland & Wolff Ltd., Belfast                                                                                                | 1873 проданий в Leyland Line |
| 1861        | Dalmatian     | 2086 BRT                                | Harland & Wolff Ltd., Belfast                                                                                                | 1872 затонув |
| 1862        | Arabian       | 2066 BRT                                | Harland & Wolff Ltd., Belfast                                                                                                | 1873 проданий в Leyland Line |
| 1863        | Persian       | 2137 BRT                                | Harland & Wolff Ltd., Belfast                                                                                                | 1873 проданий в Leyland Line |
| 1862        | Castilian     | 635 BRT                                 | Harland & Wolff Ltd., Belfast                                                                                                | 1873 проданий в Leyland Line |
| 1862        | Catalonian    | 635 BRT                                 | Harland & Wolff Ltd., Belfast                                                                                                | 1863 затонув |
| 1864        | Douro (II)    | 556 BRT                                 | Harland & Wolff Ltd., Belfast                                                                                                | 1873 проданий в Leyland Line |
| 1867        | Iberian       | 2890 BRT                                | Harland & Wolff Ltd., Belfast                                                                                                | 1873 проданий в Leyland Line |
| 1867        | Illyrian      | 2890 BRT                                | Harland & Wolff Ltd., Belfast                                                                                                | 1873 проданий в Leyland Line |
| 1867        | Istrian       | 2930 BRT                                | Harland & Wolff Ltd., Belfast                                                                                                | 1873 проданий в Leyland Line |
| 1869        | Bavarian      | 3111 BRT                                | Harland & Wolff Ltd., Belfast                                                                                                | 1873 проданий в Leyland Line |
| 1870        | Bohemian      | 3113 BRT                                | Harland & Wolff Ltd., Belfast                                                                                                | 1873 проданий в Leyland Line |
| 1870        | Bulgarian     | 3112 BRT                                | Harland & Wolff Ltd., Belfast                                                                                                | 1873 проданий в Leyland Line |
| 1870        | Albanian (II) | 1417 BRT                                | T. B. Royden & Sons Ltd., Liverpool                                                                                          | 1873 проданий в Leyland Line |

## Труби пароплавів компанії
- 1850–1857 Колір труб пароплавів — слонова кістка з жовтим відтінком.
- 1857–1971 Колір труб пароплавів — рожевий з чорним верхом.